# Андреев, Валентин Иванович
Валенти́н Ива́нович Андре́ев (25 марта 1940, c. Большие Кабаны, Лаишевский район, Татарская АССР, РСФСР — 22 апреля 2015, Казань, Татарстан, Российская Федерация) — советский и российский педагог, профессор Казанского (Приволжского) федерального университета, действительный член Российской академии образования (2007), заслуженный деятель науки Российской Федерации (2002).

## Биография
Родился в семье сельских учителей.
В 1962 году окончил физико-математический факультет Казанского государственного педагогического института. В 1972 году защитил кандидатскую диссертацию «Дидактические условия развития исследовательских способностей старшеклассников в обучении физике», в 1983 году — диссертацию на соискание ученой степени доктора педагогических наук «Эвристическое программирование учебно-исследовательской деятельности». Профессор (1985), академик Российской академии образования (2007).
Работал учителем физики и астрономии в сельской школе, инженером-конструктором на заводе, учителем в физико-математической школе, преподавателем Казанского педагогического института.
С 1985 года заведовал кафедрой педагогики и психологии, а с 1994 по 2010 год — заведующий кафедрой педагогики Казанского государственного университета. Под его руководством защищено около 80 кандидатских и докторских диссертаций, он автор более 200 научных трудов.
В 2006 году основал журнал «Образование и саморазвитие».
Скончался 22 апреля 2015 года. Похоронен в Казани на Арском кладбище.
В 2023 году сельской школе Татарстана присвоено имя академика РАО Валентина Ивановича Андреева. 

## Основные работы
- «Педагогика Высшей школы: Инновационно-прогностический курс»,
- «Педагогика: Учебный курс для творческого саморазвития»,
- «Педагогическая прогностика»,
- «Педагогика творческого саморазвития»
- «Педагогическая эвристика для творческого саморазвития многомерного мышления и мудрости»,
- «Конкурентология. Учебный курс для творческого саморазвития конкурентоспособности»,
- «Педагогическая этика: Инновационный курс для нравственного саморазвития»,
- «Эвристика для творческого саморазвития»,
- «Конфликтология»,
- «Опыт компьютерной педагогической диагностики творческих способностей»,
- «Интенсификация творческой деятельности студентов»,
- «Педагогический мониторинг качества образования».